# Le Futur passé
Le Futur passé (France) ou  Un Noël du futur antérieur (Québec) (Holidays of Future Passed)  est le 9e épisode de la saison 23 de la série télévisée Les Simpson.

## Synopsis
Après le repas de Thanksgiving, Marge insiste pour que la famille réunie prenne la traditionnelle photo de Noël sur le divan. 30 années plus tard, Marge et Homer, toujours assis sur le divan, tiennent les cartes de vœux de leurs enfants qui ont depuis lors quitté la maison. Bart vit à présent dans les locaux de son école primaire, passant ses journées à ne rien faire. C’est alors qu’il reçoit la visite de ses enfants, téléportés par leur mère qui insiste pour que les deux garçons passent un peu plus de temps avec leur père. Mais en apprenant que Jenda s’est remariée, Bart, déprimé, préfère laisser la garde de ses enfants à Homer, qui se révèle être un grand-père très attentionné. De son côté, Lisa, femme d’affaires de grande renommée, s’est mariée avec Milhouse et ont une fille adolescente, Zia, qui est tout le contraire de sa mère : rebelle et sans cesse connectée à l’Ultranet, l’internet du futur. Sur un conseil de Milhouse, Lisa emmène sa fille chez ses parents, en espérant qu’en étant entre femmes leur relation soit différente. Tandis que Maggie, devenue une célèbre chanteuse, est sur le point d’avoir son premier enfant et va prendre le premier vol pour passer le traditionnel Noël en compagnie de sa famille, à Springfield. L'épisode se déroule en 2042.